# Associazione nazionale industrie cinematografiche audiovisive e digitali
Pour les articles homonymes, voir Anica.
L'Associazione nazionale industrie cinematografiche audiovisive e digitali (ANICA) est l'association représentant les industries cinématographiques et audiovisuelles italiennes. 
C'est aussi une bases de données cinématographiques de l'Internet à travers son Archivio del cinema italiano.

## Historique
Fondée le 10 juillet 1944, elle est chargée d'établir des relations avec les principaux acteurs du système public et privé pour la valorisation générale du secteur. ANICA appartient au système Confindustria, adhère à Confindustria Cultura Italia et est un membre permanent de la FAPAV, la Fédération pour la protection des contenus audiovisuels et numériques. En tant que représentant italien de l'Academy of Motion Picture Arts and Sciences, ANICA sélectionne le candidat italien pour l'Oscar du meilleur film international. L'association est membre fondateur de l'Accademia del cinema italiano - Premi David di Donatello et de la Fondazione ANICA Academy, une école de formation de base et hautement spécialisée pour les professions du monde audiovisuel et numérique. Dans le but de soutenir l'internationalisation des entreprises audiovisuelles italiennes, l'ANICA organise depuis 2017 avec l'APA - Association des producteurs audiovisuels - le Marché international de l'audiovisuel, qui est devenu un événement sectoriel B2B de grande importance sur la scène internationale. Depuis 2018, l'association promeut VIDEOCITTÀ, un événement consacré à l'innovation technique et artistique dans le domaine des images en mouvement. Par l'intermédiaire de la société ANICA Servizi S.r.l., dont elle est l'unique actionnaire, ANICA est copropriétaire de Cinetel, une société chargée d'enregistrer la billetterie des cinémas. En tant qu'association la plus représentative du secteur cinématographique et audiovisuel, l'ANICA gère la répartition des redevances pour copie privée entre les producteurs originaux d'œuvres cinématographiques et leurs ayants droit.
En juin 2021, l'Association a achevé une révision statutaire, qui a formalisé la transformation de la représentation du secteur, ainsi que des marchés et des chaînes d'approvisionnement de la production et de la distribution cinématographiques et audiovisuelles, désormais intégrés, en élargissant sa base historique aux opérateurs natifs numériques. Les syndicats constitutifs représentés par les producteurs, les distributeurs de films et les sociétés techniques ont été rejoints par trois nouveaux syndicats : les exportateurs internationaux, les éditeurs et créateurs numériques et les éditeurs de médias audiovisuels. Cartoon Italia, l'association nationale des producteurs d'animation, a été confirmée comme membre. Dans le cadre de l'Expo 2020, ANICA organise les Notti d'autore, un événement cinématographique hebdomadaire dans le pavillon italien. 